# Bộ Binh (bộ)
Bộ Binh hay Binh bộ (tiếng Trung: 兵部) là một cơ quan hành chính thời phong kiến tại một số quốc gia Đông Á như Trung Quốc, Việt Nam v.v, một trong sáu bộ của lục bộ, tương đương với bộ Quốc phòng ngày nay. Quan đứng đầu Binh bộ là Binh bộ thượng thư (thượng thư bộ Binh), tương đương với bộ trưởng Bộ Quốc phòng ngày nay.

## Lịch sử
Tại Trung Quốc, bộ Binh được lập ra từ thời kỳ Tùy-Đường, quản lý các công việc như tuyển dụng võ quan và ghi chép binh lính, khí giới, quân lệnh. Quan đứng đầu là thượng thư (tương đương bộ trưởng), giúp việc có thị lang (tương đương thứ trưởng).
Tên gọi bộ Binh được duy trì cho tới tận cuối thời Thanh, nhưng quyền lực của bộ này giữa các thời kỳ thì không có sự tương đồng. Thời kỳ Tống, Liêu, Kim, Nguyên thì bộ Binh không quản lý việc binh. Thời nhà Minh, Binh bộ thượng thư còn gọi là [bản binh], với quyền lực trọng yếu, quản lý công việc kén chọn, huấn luyện quan quân. Thời nhà Thanh, binh bộ quản lý tuyển dụng quan võ, theo dõi ghi chép quân số, khí giới v.v nhưng không can thiệp vào binh quyền. Năm Quang Tự thứ 32 (1906), nhà Thanh tuyên bố "phỏng hành hiến chánh", đổi Bộ Binh thành Bộ Lục quân, sau lập thêm Bộ Hải quân. Tên gọi Binh bộ bị bãi bỏ.

## Cơ cấu

### Nhà Đường
Quản lý bộ Binh có: thượng thư 1 người, hàm chánh tam phẩm; thị lang 2 người hàm chánh tứ phẩm hạ. Bộ Binh quản lý các công việc như tuyển chọn quan võ, địa đồ, xe ngựa, áo giáp, khí giới. Bộ này được chia làm 4 bộ phận (4 ti) gồm: Binh bộ ti, Chức phương ti, Giá bộ ti, Khố bộ ti.
Đến niên hiệu Long Sóc thứ hai (662) thời Đường Cao Tông, đổi Binh bộ ti thành ti nhung, Chức phương ti thành ti thành, Giá bộ thành ti dư, Khố bộ thành ti khố. Đến niên hiệu Quang Trạch thứ nhất (684) thời Đường Duệ Tông, đổi Binh bộ ti thành hạ quan, năm Thiên Bảo thứ 11 (752) thời Đường Huyền Tông tái lập võ bộ ti, giá bộ ti thành ti giá. Thành phần quan chức làm việc tại mỗi ti như sau:
- Binh bộ ti: Binh bộ chủ sự 4 người, lệnh sử 30 người, thư lệnh sử 60 người, chế thư lệnh sử 13 người, giáp khố lệnh sử 12 người, đình trưởng 8 người, chưởng cố 12 người.
- Chức phương ti: Chức phương chủ sự 2 người, lệnh sử 4 người, thư lệnh sử 9 người, chưởng cố 4 người
- Giá bộ ti: Giá bộ chủ sự 2 người, lệnh sử 10 người, thư lệnh sử 24 người, chưởng cố 4 người
- Khố bộ ti: Khố bộ chủ sự 2 người, lệnh sử 7 người, thư lệnh sử 15 người, chưởng cố 4 người[2].

### Nguyên-Mông
Thời kỳ đầu, quản lý bộ Binh có thượng thư 3 người hàm chánh tam phẩm, thị lang 2 người hàm chánh tứ phẩm, lang trung 2 người hàm tòng ngũ phẩm, viên ngoại lang 2 người hàm tòng lục phẩm. Năm Trung Thống thứ nhất (1260) thời Nguyên Thế Tổ, lấy Binh, Hình, Công làm hữu tam bộ với thượng thư 2 người, thị lang 2 người, lang trung 5 người, viên ngoại lang 5 người. Năm Chí Nguyên thứ nhất (1271), tách riêng bộ Công, vì thế Binh và Hình là một bộ với thượng thư 4 người, thị lang 3 người, lang trung như cũ, viên ngoại lang 5 người. Năm 1273, lại lập hữu tam bộ. Năm 1275, lại lập Binh Hình bộ với thượng thư 2 người, tỉnh thị lang 2 người, lang trung như cũ, viên ngoại lang 1 người. Năm 1277, lập lục bộ với thượng thư 1 người, thị lang nhưng như cũ, lang trung 1 người, viên ngoại lang nhưng 1 người. Năm 1278, lại hợp thành Binh Hình bộ. Năm 1283, lại lập bộ Binh riêng. Năm 1293, thượng thư, thị lang, lang trung, viên ngoại lang đều 2 người mỗi chức. Năm Chí Trì thứ ba (1323) thời Nguyên Anh Tông, tăng thượng thư thêm 1 người. Trong bộ Binh thì chủ sự 2 người, Mông Cổ tất đồ xích 2 người, lệnh sử 14 người, Hồi Hồi lệnh sử 1 người, khiếp lý mã xích 1 người, tri ấn 2 người, tấu sai 8 người, điển lại 3 người.